# ステファンソン島
ステファンソン島（ステファンソンとう、英: Stefansson Island）はカナダのヌナブト準州に属する島。ビクトリア島の北東端に付け足されるように位置し、ゴールドスミス海峡が間にある。北にはバイカウントメルビル海峡がある。面積4,463km2。最高地点は267m。
島の名前はカナダの探検家、ヴィルヒャムル・ステファンソンにちなんで命名された。